# 1980年夏季残疾人奥林匹克运动会墨西哥代表团
1980年夏季残疾人奥林匹克运动会墨西哥代表团是墨西哥派出的1980年夏季残疾人奥林匹克运动会代表团。获得20枚金牌、16枚银牌和6枚铜牌。